# Huiñao
Huiñao es una montaña en los andes peruanos, de unos 3.645 metros (11.959 pies) de altura. Se encuentra en el distrito de Cotahuasi, provincia de La Unión, departamento de Arequipa. Lo que hace que la montaña sea tan especial entre las montañas mucho más altas que la rodean es que está situada en el Cañón de Cotahuasi y que hay buenas vistas panorámicas desde su cima a través del cañón de Cotahuasi y las montañas circundantes. También hay un sitio arqueológico en la cima de la montaña.
Por la gente local Huiñao es venerado como un apu.